# Akinetischer Mutismus
Der Akinetische Mutismus ist ein neurologisches Syndrom, das durch eine schwere Störung des Antriebes gekennzeichnet ist. Dabei ist der Betroffene wach und hat keine Lähmungen. Er bewegt sich aber selbst nicht (Akinese), spricht nicht (Mutismus) und zeigt auch keine Emotionen, da hierzu jeglicher Antrieb fehlt. Wahrnehmung und Gedächtnis sind meist nicht beeinträchtigt.

## Ursachen
- Schädigungen des Frontalhirns oder Gyrus cinguli, zum Beispiel durch einen beidseitigen Verschluss der vorderen Großhirnarterie (Schlaganfall) oder ein Schädel-Hirn-Trauma
- Druckwirkung auf das Zwischenhirn, vor allem durch Tumoren (zum Beispiel Plexuspapillom) oder einen Hydrozephalus
- Späteres Stadium spongiformer Enzephalopathien wie zum Beispiel der Creutzfeldt-Jakob-Krankheit.

## Diagnostik
Zur exakten Einschätzung und Klärung der Ursache des Syndroms sind eine Magnetresonanztomographie des Kopfes sowie die Ableitung eines Elektroenzephalogramms notwendig, häufig auch eine Untersuchung der Gehirn-Rückenmarks-Flüssigkeit zum Ausschluss einer entzündlichen Erkrankung.
Dabei gilt es insbesondere, ein Apallisches Syndrom, ein Locked-in-Syndrom oder eine Katatonie abzugrenzen.

## Prognose
Die weitere Entwicklung ist von der ursächlichen Erkrankung abhängig. Deutliche Erholungen sind daher auch nach Monaten noch möglich, zum Beispiel nach Behandlung eines Hydrocephalus („Wasserkopf“) oder im Rahmen der Erholung von einem Schädel-Hirn-Trauma.

## Neuropsychologische Aspekte
Neuropsychologische Befunde weisen darauf hin, dass dem Gyrus cinguli anterior, der von dieser Krankheit betroffen ist, eine wichtige Rolle beim Wollen zukommt: Diese Hirnregion bildet den vorderen Teil einer Hirnwindung, die sich wie eine Sichel an der inneren Oberfläche des Kortex befindet, und von vielen Autoren zum Stirnhirn gerechnet wird. Neben ihrer Bedeutung bei der Auswahl von Handlungen ist sie eine Schnittstelle zwischen Emotion und Kognition.
António Damásio beschäftigte sich jahrelang mit solchen Patienten. Eine Patientin, die aus diesem Zustand erwachte, berichtete über ihr rätselhaftes monatelanges Schweigen und ihre Bewegungslosigkeit. Im Gegensatz zu dem, was ein flüchtiger Beobachter hätte meinen können, war ihr Geist nicht wie in einem Gefängnis eingesperrt gewesen. Vielmehr war von ihrem Geist nicht viel übrig geblieben. Sie hatte keine Erinnerung an bestimmte Erfahrungen während der langen Zeit des Schweigens. Nie hatte sie Furcht oder Angst empfunden, nie den Wunsch nach Kommunikation verspürt. Damasio betont, dass diese Patientin unter all dem auch nicht gelitten habe. Es gab keine emotionalen Reaktionen. Was ihr fehlte, war offensichtlich jeglicher Antrieb, jegliche Motivation, tätig zu werden. Wie sie selbst sagte, lag es nicht daran, dass sie nicht verstand, was um sie herum vor sich ging. Es war vielmehr so, dass sie nichts tun oder sagen wollte. Francis Crick zog aus dieser Schilderung den Schluss, die Frau habe ihren Willen verloren.